# الجحرة (المحويت)

تعديل مصدري - تعديل

الجحرة هي إحدى قرى عزلة قبلة ابن عبد الله بمديرية المحويت التابعة لمحافظة المحويت، بلغ تعداد سكانها 157 نسمة حسب تعداد اليمن لعام 2004.